# Liste des accidents ferroviaires en France en 1921
Pour des articles plus généraux, voir Liste des accidents ferroviaires en France, Liste des accidents ferroviaires en France au XXe siècle et Liste des accidents ferroviaires en France dans les années 1920.
La liste des accidents ferroviaires en France en 1921 est une liste non exhaustive présentée par mois.

## Février
- 1er février 1921 - Sur la ligne Paris-Limoges, à la suite d'un déraillement, une voie unique temporaire a été établie à une vingtaine de kilomètres au nord de Limoges entre les gares de la Jonchère et des Bardys. Vers 19 heures, l'omnibus Châteauroux-Limoges qui l'emprunte à une vitesse excessive percute un train de marchandises venant de Limoges manœuvrant en gare des Bardys pour lui laisser le passage. Dans le choc, cinq voitures du train de voyageur se télescopent et se chevauchent en se disloquant. On en tirera neuf morts et trente blessés[1].
- 8 février 1921 - Sur la ligne Saint-Étienne-Paris, vers 22 heures 45, une voiture automobile louée par onze conscrits du village de Panissières de retour du conseil de révision, s'engage sur le passage à niveau de la gare de Feurs resté ouvert, alors qu'arrive l'express de Paris qui la percute. Le mécanicien ne ressent pas le choc, et emmène sur plus de trente kilomètres, coincées sur le tablier de sa machine, une banquette et trois victimes, dont deux seront retrouvées déchiquetées à Saint-Cyr-de-Favières, alors que la dernière est découverte agonisante peu après lors de l'arrêt en gare de Roanne. L'accident fait dix morts et deux blessés[2].

## Avril
- 2 avril 1921 - Sur la ligne Paris-Dijon par Héricy, vers 18 heures 45, au passage à niveau de Vulaines-sur-Seine, un garde barrière intérimaire qui après avoir fermé les barrières s'était rendu au café voisin revient précipitamment les ouvrir lorsqu'il entend les coups de trompe pressants des véhicules réclamant le passage. Si l'autobus pour Fontainebleau traverse les voies à temps, le camion qui le suit est percuté par l'express Paris-Dijon qui le traîne sur 500 mètres, tuant ses quatre occupants, un entrepreneur et ses trois employés[3].

## Mai
- 14 mai 1921 - Sur la ligne Paris-Toulouse, au lieudit "le Gour noir", entre les gares d'Uzerche et de Vigeois, à 18 heures 15, les huit dernières voitures de l'express Paris-Toulouse déraillent. L'accident fera cinq morts et une vingtaine de blessés, essentiellement dans une voiture, totalement détruite[4].
- 15 mai 1921 - La Bachellerie (Dordogne) : entre Périgueux et Brive, l'express Paris-Toulouse, détourné de son parcours habituel à la suite du déraillement de la veille, aborde la gare à une vitesse excessive. La machine et son tender restent sur la voie, mais le reste du convoi se renverse, certaines voitures s'écrasant contre le bâtiment. On dénombrera huit morts et une cinquantaine de blessés[5].

## Juin
- 8 juin 1921 - Sur la ligne Paris-Orléans, vers 23 heures 30, à Villeneuve-le-Roi, un train de messageries déraille par suite d'un sabotage de la voie (deux rails déboulonnés). Le train de marchandises qui le suivait sur la voie adjacente percute les wagons renversés, d'où on tirera un mort (le chef de train) et douze blessés, tous cheminots. La Compagnie d'Orléans offrira une prime de 10 000 francs afin d'obtenir des renseignements sur l'attentat[6].
- 18 juin 1921 - À 4 heures 15, sur la ligne Paris-Orléans-Les Aubrais, à l'entrée de la gare des Aubrais, un aiguillage se déverrouille au passage de l'express Paris-Toulouse, dont les trois voitures de queue déraillent. Le chef de train, projeté hors de son fourgon, est tué[7].
- 25 juin 1921 - Sur la ligne Paris - Lille, à 105 km/h, après la gare de Beaucourt-Hamel, le fourgon et les trois dernières voitures de l'express Lille-Paris quittent les rails par suite d'un phénomène de « gondolage » de la voie, se renversent et se brisent. On dénombrera vingt-sept morts et une soixantaine de blessés[8].

- 29 juin 1921 - Sur la ligne Strasbourg-Paris, peu avant Lunéville, près de la gare de Marainviller, vers 8 heures 30, à la suite de la négligence d'un aiguilleur, un train spécial ramenant d'Allemagne occupée un millier de soldats en vue de leur démobilisation prend en écharpe un train de marchandises en manœuvre. Derrière la machine, qui déraille, la première voiture se renverse et se disloque. L'accident fait quatre morts et vingt-huit blessés[9].

## Juillet
- 5 juillet 1921 - À 8 heures 15, en gare d'Avignon, à la suite d'une erreur d'aiguillage, l'express Marseille-Paris télescope un train de marchandises en stationnement. Dans le wagon postal disloqué, deux postiers ambulants sont tués. Le conducteur[a] du train et quatre voyageurs sont blessés[10].

## Septembre
- 10 septembre 1921 : Sur la Ligne Lyon - Bourg par Sathonay (à voie unique depuis 1917). Par suite d'un excès de vitesse au passage d'un aiguillage, le Strasbourg-Lyon déraille vers 22 heures 30 en gare des Échets (Ain), et des voitures viennent s'écraser contre la halle des marchandises. On dénombrera trente-neuf morts et une soixantaine de blessés[11].

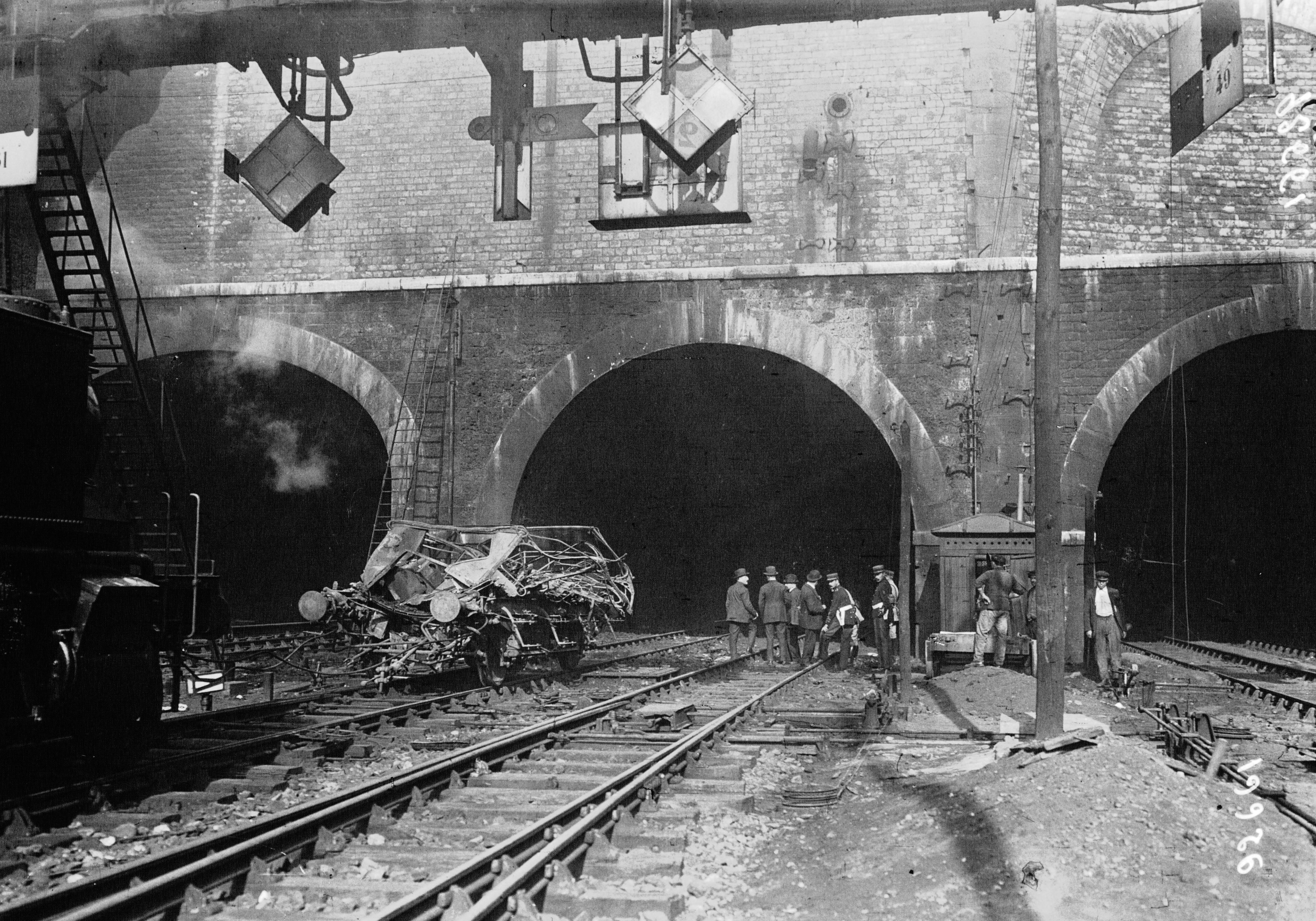
L'épave d'une des voitures calcinées lors de l'accident du 5 octobre 1921 au tunnel des Batignolles

## Octobre
- 5 octobre 1921 - Paris : vers 18 heures 10, un train pour Saint-Cloud quittant la gare Saint-Lazare heurte le précédent, à destination de Versailles, dont les freins se sont bloqués, par suite d'une rupture de la canalisation d'air comprimé, sous l'une des quatre galeries à double voie constituant le tunnel des Batignolles. L'éclatement du réservoir de gaz d'un des wagons tamponnés provoque un incendie dans lequel vingt-huit personnes trouveront la mort[12]. L'accident a hâté la réalisation du projet de suppression du tunnel, dont le principe avait déjà été arrêté longtemps auparavant (les bâtiments situés sur la colline à supprimer étaient expropriés depuis dix ans!). La démolition a eu lieu entre 1923 et 1926, avec toutefois conservation d'une des quatre galeries, toujours en service de nos jours[13].

- 6 octobre 1921 - Agen : à 13 heures 05, le train de marchandises no 1105 venant de Bordeaux tamponne un train omnibus de passagers Bordeaux-Toulouse à l'arrêt en gare d'Agen (Lot-et-Garonne) par suite d'une erreur d'aiguillage. Bilan définitif : trois morts, onze blessés[14]. Source : S 593 ; La dépêche du midi, 207 Jx 145 : Archives départementales de Lot-et-Garonne.

## Décembre
- 21 décembre 1921 - Sur la ligne Saint-Étienne-Givors, au sud de Saint-Étienne, un train de marchandises en cours de formation à la gare de Terrenoire part en dérive dans la forte pente descendant vers Rive-de-Gier. Ses serre-freins et son conducteur-chef, constatant la vanité de leurs efforts pour l'arrêter sur le rail humide, sautent en marche et sont contusionnés. Vers 1 heure 10, il rattrape et propulse hors de la voie une locomotive haut-le-pied rentrant au dépôt, tuant son chauffeur et blessant son mécanicien. Restés aux commandes de leur machine, le mécanicien et le chauffeur du train tamponneur sont eux aussi blessés[15].